# Masdevallia veitchiana
Masdevallia veitchiana es una especie de orquídea con hábitos terrestres, a veces litófitas o epífitas en raras ocasiones, originaria de Perú.

## Descripción
Es una especie de orquídea de un tamaño grande, que prefiere el clima fresco, tiene hábitos terrestres, a veces litófitas o epífitas en raras ocasiones, las especies con hojas erectas y con ramicaules cortoa. envueltos en una serie de brácteas. tubulares con las hojas lineales oblanceoladas, cónicas, la base canalizada pecioladas, aguda y gruesa. La floración se produce en la primavera y principios del verano en una inflorescencia erecta de 39 a 44 cm de largo, con flores de larga duración de hasta 20 cm de ancho, que aparecen muy por encima de las hojas. La distribución desigual de color aparente en M. veitchiana se debe a la presencia de pelos diminutos de color púrpura en los sépalos que le dan un bello aspecto visual a la flor. Visto de frente con la luz detrás de ti, el color es simétrico.
Esta especie tiene flores de color naranja cubierto de un patrón de pequeños pelos púrpura que crean una especie de tornasol a medida que la flor se mueve con la brisa . Las flores son muy grandes, de aproximadamente 5 cm x 15 cm.

## Distribución y hábitat
Se encuentra a una altitud de 2000 a 4000 metros en torno a Machu Picchu en el Perú en las empinadas laderas rocosas cubiertas de pastos y arbustos,. a pleno sol, pero con la hojas protegidas por la hierba La población quechua le da el nombre de waqanki. -"lloras" o "llorarás" en quechua - en recuerdo de las lágrimas de una princesa, que estarían impresas en los pétalos de cada flor. Se rumorea que ha sido cultivada por los Incas desde hace siglos.
La planta se encuentra en estado silvestre en el noroeste Perú, donde es conocida como gallo - gallo, por la cresta roja y las barbas de la flor.
Considerada durante mucho tiempo un tesoro nacional del Perú.

## Etimología
La planta fue nombrada en honor de Harry Veitch, de Veitch Viveros, cuya planta descubrió en 1867, y que importada, fue la primera flor cultivada de esta especie.